# Liste de ponts du Territoire de Belfort
Liste de ponts du Territoire de Belfort, non exhaustive, représentant les édifices présents et/ou historiques dans le département du Territoire de Belfort, en France.

## Ponts de longueur supérieure à 100 m

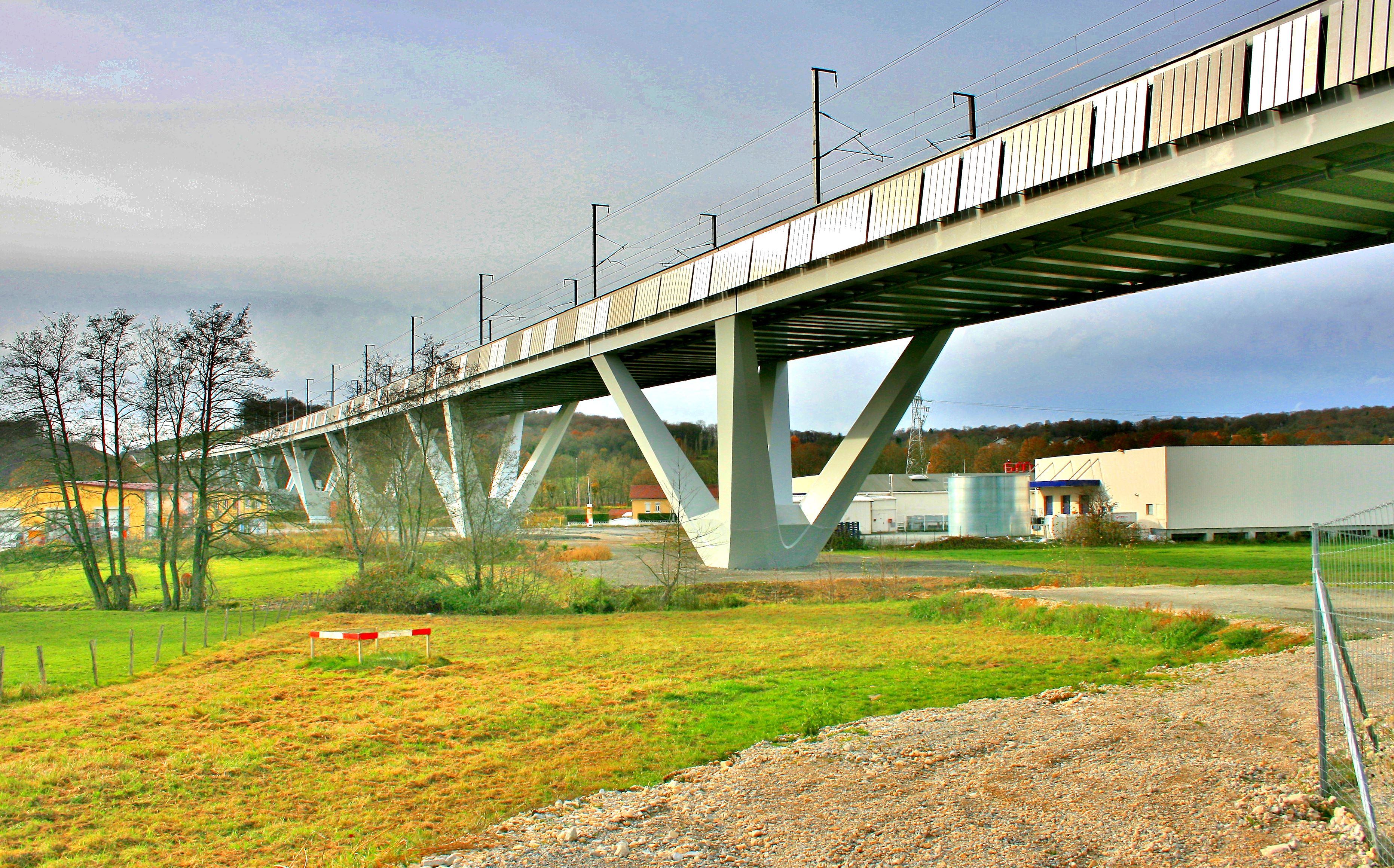
Viaduc de la Savoureuse

Les ouvrages de longueur totale supérieure à 100 m du département du Territoire de Belfort sont classés ci-après par gestionnaires de voies.

### Voies ferrées
- Viaduc de la Savoureuse, long de 792 m

## Ponts de longueur comprise entre 50 m et 100 m
Les ouvrages de longueur totale comprise entre 50 et 100 m du département du Territoire de Belfort sont classés ci-après par gestionnaires de voies.

### Voies ferrées
- pont Anatole France (Belfort)
- pont Boulloche (Belfort)
- pont Michelet (Belfort)
- pont de Roubaix (Belfort)
- pont de la Première armée française (Belfort)

## Ponts présentant un intérêt architectural ou historique
Aucun pont du Territoire de Belfort n’est inscrit à l’inventaire national des monuments historiques.

## Sources
Base de données Mérimée du Ministère de la Culture et de la Communication.